# 後藤輝樹
後藤輝樹（日語：ごとう てるき，羅馬化：GOTOU TERUKI，1982年12月—）是日本音樂家，也是一位常年候選人，以極為爭議的選舉海報而聞名。他持有許多民族主義觀點，曾競選東京千代田區市長，東京千代田區議會，東京都知事。根據他的相關社群網站，他希望使日本成為“世界上最強大，最善良，最有趣的國家”。

## 參選經歷
2016
2016年東京都知事選舉，後藤輝樹身穿日本陸軍（相當於今陸上自衛隊）軍服拍攝競選海報，在政見發表會上跳舞、屢屢爆粗口，迫使日本放送協會（NHK）電視台需要消音等事件，把他推上了話題版面。
電視台的動作引起後藤的不滿並將該電視台告上法院，但最高裁判所判決NHK勝訴。（政見放送削除事件）
2020
2020年東京都知事選舉，也如2016年的類似舉動而被消音。
此外他也認為，2020年夏季奧林匹克運動會在2016年時主張停辦，但到了2020年在延期的情形下便反對中止。

## 其他活動
後藤輝樹也是一名音樂家，著作有「ところてん」、「変なおじさん」、「月の雫」「シコらせて oh my heart!」。對於他的社會活動，對於一些人物有不少的意見。

## 參選歷史
他參加過的選舉均落選，且只有兩次可以取回保證金。（兩次均為神奈川縣議會議員選舉，時間分別2011年4月10日、2019年4月7日）

## 外部連結
- 後藤輝樹的X（前Twitter）
- YouTube上的東京都知事選挙
- 後藤輝樹官方網站 （页面存档备份，存于）